# 中华人民共和国大地原点
中华人民共和国大地原点，原代号3261工程，是中华人民共和国设定的大地原点，又称大地基准点（Geodetic datum），位于陕西省咸阳市泾阳县永乐镇石际寺村，坐标为北纬34°32′，东经108°55′，海拔高度417.20米。占地3.92公顷，由主体建筑、中心标志、测量仪器台和投影亭等组成。建筑主体为七层圆顶塔式结构，高25.8米。根据该点推算的大地坐标名为1980年大地坐标系，简称“80系”。
中国大地原点建成于1978年12月，建成后的16年间，都以泾阳代号为“3261”信箱或“3261工程”代称（3261在中文电码中代表“测”字），直到1994年才对外公开。
现在公众已经可以进入参观，门票人民币10元。